# Inception / Nostalgia
A Inception / Nostalgia című lemez a Bee Gees együttes nevével jelzett dupla válogatáslemez, 1995-ben CD-n is kiadták.
A lemezen a Bee Gees-dalok mellett Beatles-dalok és egyéb előadók dalainak feldolgozása is helyet kapott.

## Az album dalai
Inception, Side A:
1. In the Morning (Barry Gibb) – 2:52
2. Like Nobody Else (Barry, Robin és Maurice Gibb) – 2:33
3. Daydream (Sebastian) – 2:18
4. Lonely Winter (Carl Keats) – 2:28
5. You're The Reason (Edwards, Imes, Henley, Fell) – 2:18
6. Coalman (Bary Gibb) –  2:51

Inception, Side B:
1. Butterfly (Barry, Robin és Maurice Gibb) – 3:13
2. Storm (Barry, Robin és Maurice Gibb) – 2:28
3. Lum-De-Loo (Robin Gibb) – 2:02
4. You're Nobody Till Somebody Loves You (Morgan, Stock, Cavanaugh) – 1:52
5. You Won't See Me (John Lennon, Paul McCartney) – 3:10
6. The End (Jacobson, Kronds) – 2:59

Nostalgia, Side A:
1. I'll Know What To Do (Barry, Robin és Maurice Gibb) – 2:18
2. All By Myself (Maurice Gibb) – 2:38
3. Ticket To Ride (John Lennon, Paul McCartney) – 3:10
4. I Love You Because (Leon Payne) – 2:28
5. Paperback Writer (John Lennon, Paul McCartney) – 3:05
6. Somewhere From "West Side Story"  (Bernstein, Sondheim) – 3:01

Nostalgia, Side B:
1. The Twelfth of Never (Livingston, Webster) – 2:40
2. Forever (Barry, Robin és Maurice Gibb) – 2:43
3. Top Hat (Bary Gibb) – 2:14
4. Hallelujah, I Love Her So (Ray Charles) – 2:11
5. Terrible Way to Treat Your Baby (Barry, Robin és Maurice Gibb) – 2:51
6. Exit Stage Right (Barry, Robin és Maurice Gibb) – 2:30

### Bonustrack
A későbbiekben kiadott CD lemezen
1. Another Cold And Windy Day (Barry, Robin és Maurice Gibb) – 1:30
2. Spicks and Specks (Barry Gibb) – 2:52
3. Give a Hand Take a Hand (Barry, Robin és Maurice Gibb) – 3:27

## A számok felvételének ideje, helye
- 1966. július, St Clair Studio, Hurstville: Spicks and Specks, Lum-De-Loo, In the Morning (Morning of My Life), Like Nobody Else, Lonely Winter, Coalman, Butterfly, Storm, I'll Know What To Do, All By Myself, Forever, Top Hat, Terrible Way to Treat Your Baby, Exit Stage Right June
- 1966. június és július, St Clair Studio, Hurstville: Daydream, Paperback Writer, Ticket To Ride, You Won't See Me. 
 A számokkal együtt rögzítették az If I Needed Someone (George Harrison) (1965) – 2:18 Beatles-dalt Barry és Robin énekével, valamint az Another Tear Falls (Burt Bacharach, Hal David) (1962) – 1:50 Walkers Brothers dalt is Robin énekével, melyek a lemezre nem kerületk fel és későbbiekben sem adták ki.
- 1966. év folyamán, St Clair Studio, Hurstville: The End, Hallelujah, I Love Her So, I Love You Because, Somewhere From "West Side Story, The Twelfth of Never, You're The Reason és You're Nobody Till Somebody Loves You
- 1968. IBC Studios, New York: Things Go Better With COKE (Another Cold And Windy Day)
- 1969. május, IBC Studios, New York: Give a Hand Take a Hand

Az 1966 júliusában rögzített Spicks and Specks vokálban eltérő felvétele a kislemezen megjelent változatnak.

Az 1966. júniusban és júliusban rögzített Beatles-dalokat Dennis Wilson, Ossie Byrne stúdiójának munkatársa rögzítette szalagra két nappal az után, hogy a Paperback Writer a slágerlisták élére került.

A nem Bee Gees-dalok eredeti előadói:

Daydream (Sebastian) : Lovin’ Spoonful

You're The Reason (Edwards, Imes, Henley, Fell): Bobby Darin
 
You're Nobody Till Somebody Loves You: Frank Sinatra, Dean Martin

You Won't See Me, Ticket To Ride, Paperback Writer: Beatles

The End (Jacobson, Kronds): Earl Grant

I Love You Because (Leon Payne): Jim Reeves, Al Martino

Somewhere From "West Side Story" (Bernstein, Sondheim): West Side Story

The Twelfth of Never (Livingston, Webster):  Johnny Mathis
 
Hallelujah, I Love Her So (Ray Charles):  Ray Charles

## Közreműködők
- Barry Gibb – gitár, ének
- Robin Gibb – zongora, harmonika, ének
- Maurice Gibb – gitár, basszusgitár, mandolin, zongora, ének
- Steve Kipner – ének
- Colin Petersen – dob
- Vince Melouney – gitár